# Edith Potter
Pour les articles homonymes, voir Potter.
Edith Louise Potter, née le 26 septembre 1901 à Clinton (Iowa) et morte le 22 mars 1993, est une médecin américaine qui a fondé le domaine de l'anatomopathologie périnatale.

## Biographie

### Début de la vie
Edith Potter fréquente l’université du Minnesota, où elle obtient un diplôme de médecine. Elle effectue un stage à Minneapolis, et poursuit des études de troisième cycle à Vienne, puis exerce en cabinet médical privé dans le Minnesota pendant cinq ans. Elle obtient un doctorat de l'université du Minnesota en 1934.

### Carrière
Edith Potter est professeure de pathologie au département de gynécologie obstétrique de l'université de Chicago jusqu'à sa retraite. Sur une période de plus de 30 ans, elle réalise plus de 10 000 autopsies sur des nourrissons.
En 1940, Edith Potter coécrit Fetal and Neonatal Death avec le directeur de son département, Fred Lyman Adair ; le duo a analysé les causes de décès de plus de 500 nourrissons décédés dans les années 1930. Ils découvrent que l’hypoxie et l’hémorragie intracrânienne, associées à des travaux longs et à des accouchements difficiles, sont deux des principales causes de décès. À mesure qu’elle gagne en expérience en matière d’autopsies, Edith Potter estime que l’identification des anomalies chez les nourrissons individuels ne représente qu’une petite partie de son travail. Elle déclare qu'un objectif plus large est de corréler les résultats spécifiques de nourrissons avec ceux de groupes d'autres nourrissons, en intégrant les résultats physiques à d'autres facteurs étiologiques potentiels pour identifier les schémas et les causes de décès infantiles.
Edith Potter est devenue célèbre pour ses travaux établissant la maladie hémolytique du nouveau-né comme une cause importante de mortalité infantile. Elle établit également en 1946 un lien entre l’agénésie rénale et des signes faciaux spécifiques chez un groupe de 20 bébés. Plusieurs années plus tard, elle établit que l'agénésie rénale bilatérale entraîne un oligohydramnios et que les faibles niveaux de liquide amniotique sont à l'origine de la compression fœtale et des traits faciaux observés. Le processus est devenu connu sous le nom de séquence de Potter.
Edith Potter est diagnostiquée d'un cancer du côlon à un âge avancé et meurt lors d'une croisière dans les Caraïbes en 1993.

## Hommage
Une chaire à la Florida Gulf Coast University est créée en son nom. Elle est également honorée par le Congrès américain des obstétriciens et gynécologues qui lui décerne une chaire de conférencière à son nom.